# Veliki Cirnik
Veliki Cirnik je naselje v Občini Sevnica.